# Dolge Njive, Gorenja vas-Poljane
Dolge Njive este o localitate din comuna Gorenja vas - Poljane, Slovenia, cu o populație de 59 de locuitori.